# Notsodipus innot
Notsodipus innot is een spinnensoort uit de familie Lamponidae. De soort komt voor in Queensland.